# Volkssternwarte

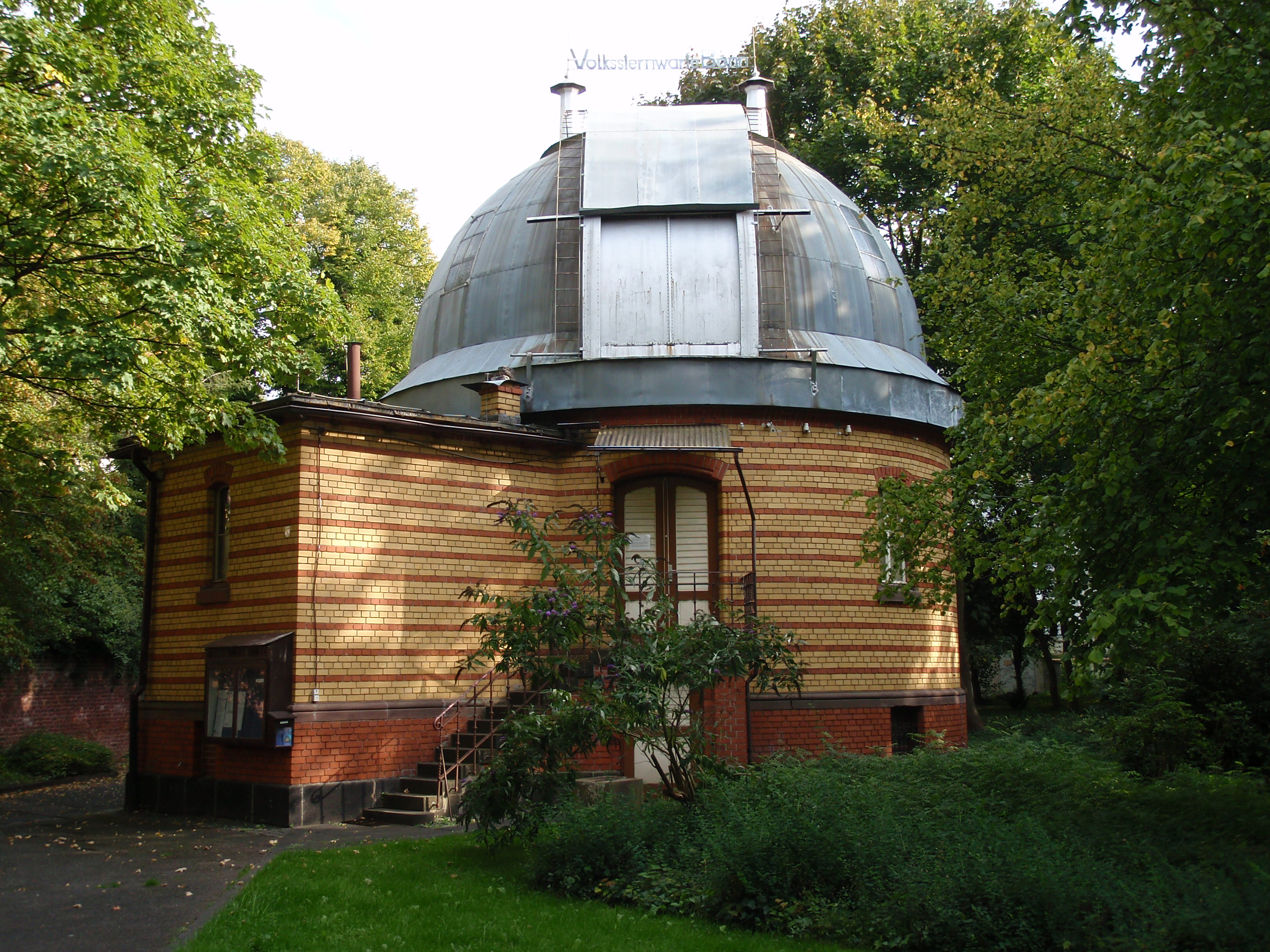
Die kleine Volkssternwarte Bonn

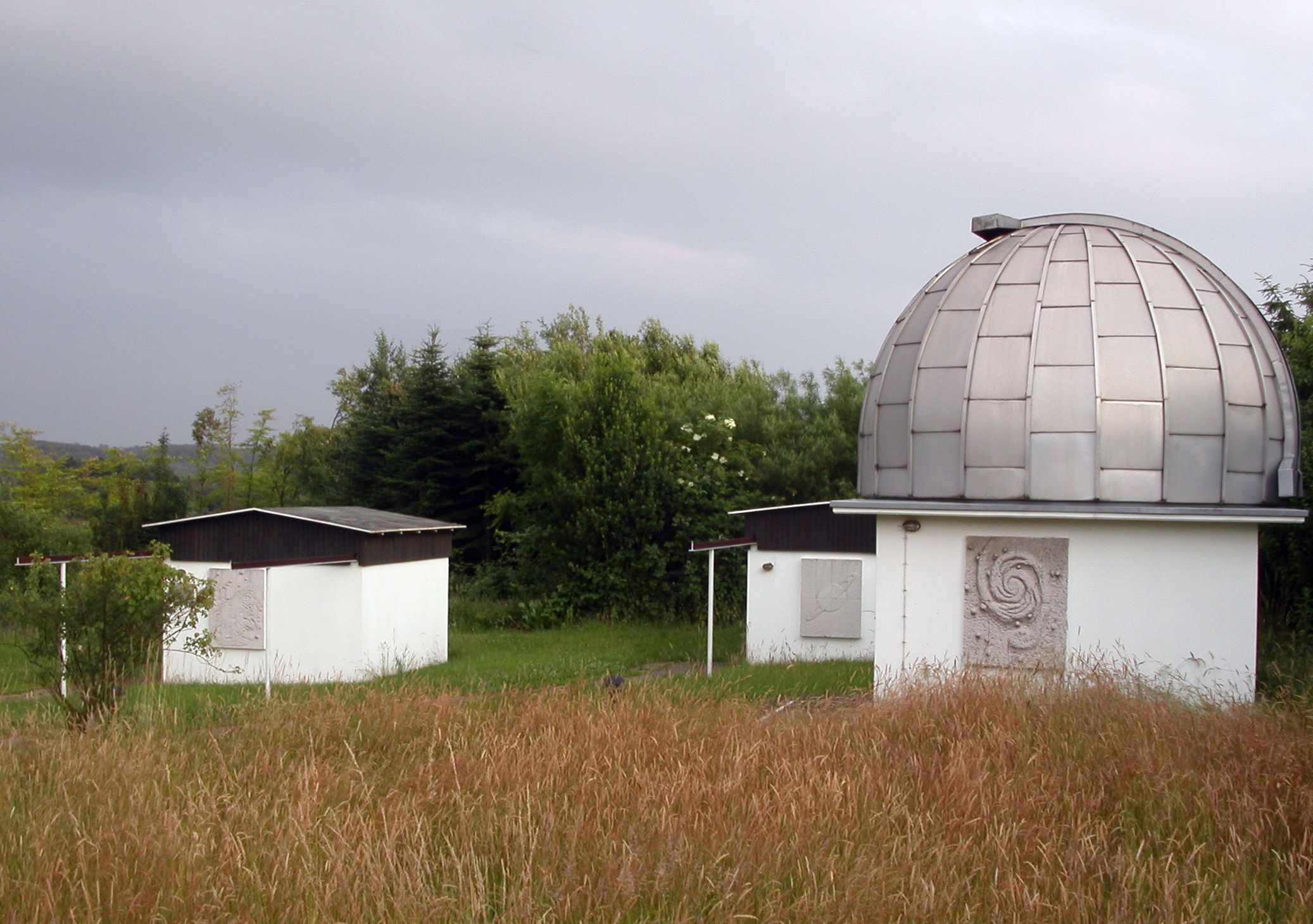
Zwei Gebäude der Walter-Hohmann-Sternwarte in Essen; sie betreibt auch Planetoiden-Forschung.

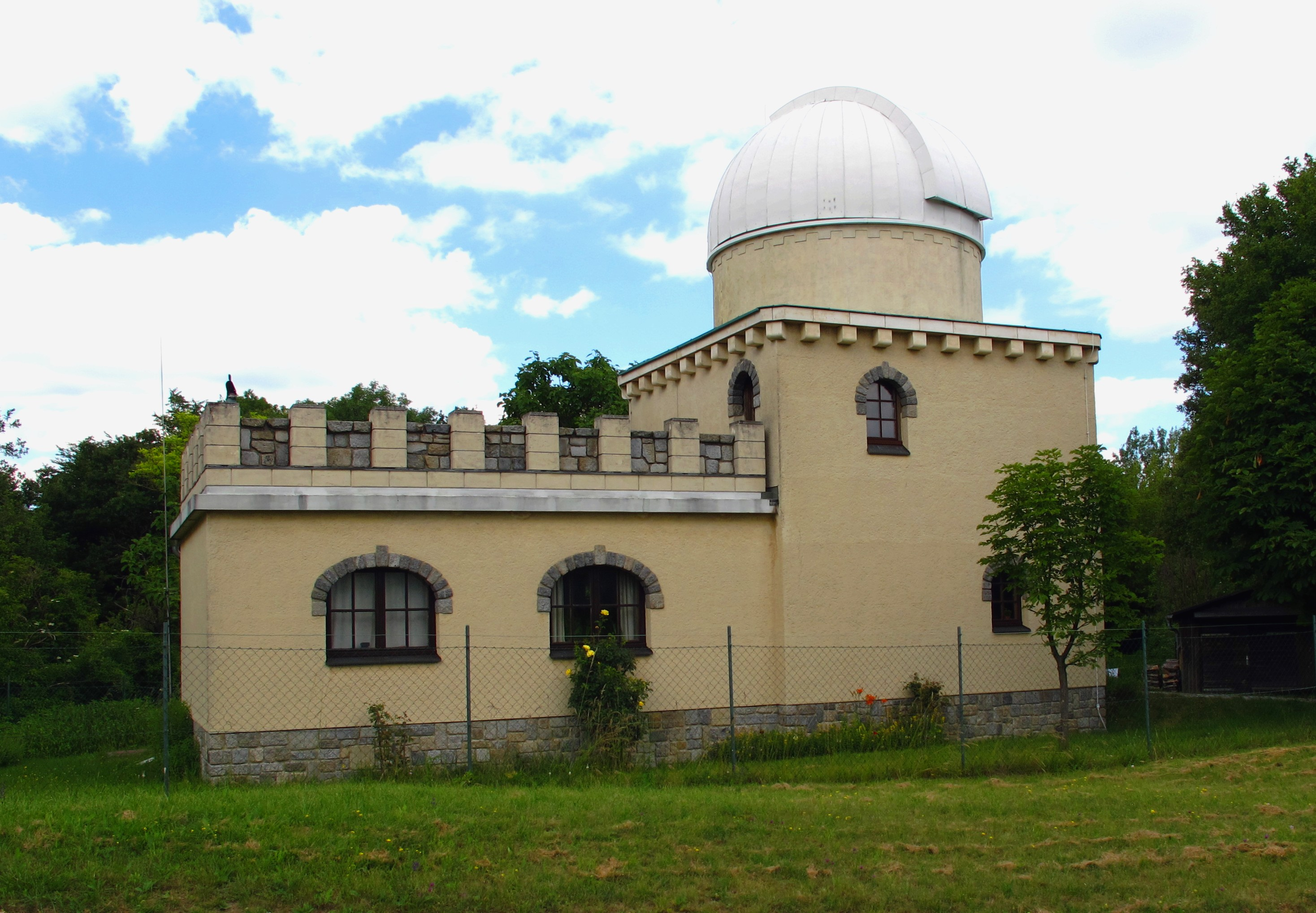
Die Purgathofer-Sternwarte bei Wien hat mit 1 Meter das größte Spiegelteleskop aller Volkssternwarten.

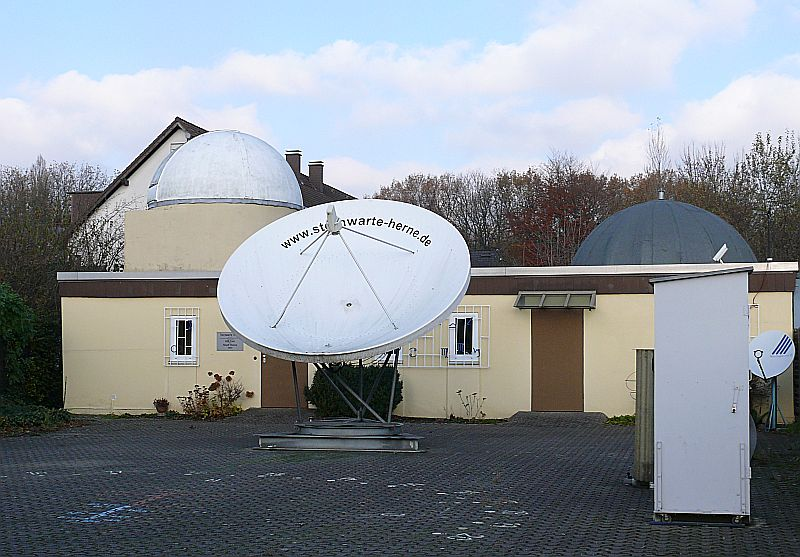
Die Sternwarte Herne hat ein Radioteleskop.

Eine Volkssternwarte ist eine Sternwarte, die für das allgemeine Publikum zugänglich ist. Sie dient der naturwissenschaftlichen und kulturellen sogenannten Volksbildung, also der Wissensvermittlung an möglichst breite Kreise der Bevölkerung. Ihre Aufgabe ist es, die durch wissenschaftliche Forschungen erarbeiteten Erkenntnisse möglichst anschaulich und in einer leicht verständlichen Sprache vorzustellen, um sie so auch einem Publikum zugänglich zu machen, das wenig fachspezifisches Detailwissen bzw. wenige Vorkenntnisse im Fach besitzt.
Mit der Entwicklung der Naturwissenschaften, insbesondere der Astronomie, wurden Sternwarten an Universitäten oder von adeligen Sponsoren gegründet. Sie waren jedoch den Wissenschaftlern vorbehalten und der Öffentlichkeit nicht zugänglich.
Ende des 19. Jahrhunderts bildeten sich die ersten Vereine, die jedem Bürger die Möglichkeit geben wollten, die Sterne an einer Volkssternwarte näher kennenzulernen. Die erste Volkssternwarte der Welt ist die Urania in Berlin, die am 1. Juli 1889 eröffnet wurde. Die große Archenhold-Sternwarte in Alt-Treptow im heutigen Berlin hat ihre Wurzeln im Jahr 1896. Wenig später wurde die Wiener Urania-Sternwarte errichtet. Heute gibt es im deutschen Sprachraum an die 100 Volkssternwarten, wozu noch zahlreiche Vereins- und Schulsternwarten kommen.
Astronomische Forschung wird nur an wenigen Volkssternwarten betrieben. Dafür gibt es mehrere Gründe:
1. Ihre Hauptaufgabe besteht im Anbieten von Sternführungen, im gemeinsamen Erleben des Sternhimmels und in der populärwissenschaftlichen Vermittlung astronomischen Wissens.
2. Komplexes Instrumentarium ist für die Volksbildung nachteilig. Überschaubare Technik fördert das Verständnis besser
3. Für die Unterstützung professioneller Forschung benötigt man wissenschaftlich ausgebildete Sternwartenbetreuer und ein dementsprechendes Budget.
4. Volkssternwarten befinden sich – im Gegensatz zu den modernen Forschungssternwarten – nicht in abgelegenen Gegenden, sondern meist in den Städten, wo Streulicht und Luftunruhe herrschen.

Dennoch leisten die an Volkssternwarten tätigen Amateurastronomen auf vielen Gebieten wichtige Beiträge für die Wissenschaft. Einige Gebiete astronomischer Beobachtungen werden fast ausschließlich von Amateuren betrieben. Deren Ergebnisse werden an die Fachastronomie übermittelt, von dieser geschätzt und verwertet. So werden viele Kleinplaneten heute an Volkssternwarten entdeckt und manche „verschollenen“ Objekte wiedergefunden. Weitere Beispiele sind die Beobachtung der Veränderlichen Sterne, der Meteore und Feuerkugeln, der Überwachung von Wetterveränderungen auf anderen Planeten oder auch der Vermessung von Sternbedeckungen durch Kleinplaneten.
Zu den Angeboten von Volkssternwarten gehören öffentliche Beobachtungen, Vorträge, Unterstützung des Schulunterrichts aller Klassenstufen und Beratung für Amateurastronomen.